# اندرو ویتربی
اندرو ویتربی (انگلیسی: Andrew Viterbi؛ زادهٔ ۹ مارس ۱۹۳۵) که با نام آندرئا جاکومو ویتربی (ایتالیایی: Andrea Giacomo Viterbi) زاده شد، مهندس برق و بیزینسمن آمریکایی است که یکی از بنیانگذاران شرکت کوالکام و مخترع الگوریتم ویتربی می‌باشد. وی در برگامو، ایتالیا در خانواده‌ای یهودی زاده شد.